# Judo-Europameisterschaften 2001
Die Judo-Europameisterschaften 2001 fanden vom 18. bis zum 20. Mai in Paris statt. Zuvor waren die Europameisterschaften zuletzt 1992 in Paris ausgetragen worden. Die Judoka aus dem Gastgeberland gewannen zwar zehn Medaillen, da aber nur zwei Goldmedaillen darunter waren, belegten sie den zweiten Platz im Medaillenspiegel hinter den Belgiern.
Gella Vandecaveye im Halbmittelgewicht gewann ihren sechsten Titel in Folge, Céline Lebrun im Halbschwergewicht ihren dritten und Elçin İsmayılov im Superleichtgewicht seinen zweiten Titel. Katja Gerber siegte im Schwergewicht nach zwei Titeln in der offenen Klasse.

## Ergebnisse

### Männer
| Gewichtsklasse                 | Gold                | Silber               | Bronze                                   |
| ------------------------------ | ------------------- | -------------------- | ---------------------------------------- |
| Superleichtgewicht (bis 60 kg) | Elçin İsmayılov     | Cyril Soyer          | Nestor Chergiani Cédric Taymans          |
| Halbleichtgewicht (bis 66 kg)  | Renat Mirsalijew    | Dawit Margoschwili   | Larbi Benboudaoud Jozef Krnáč            |
| Leichtgewicht (bis 73 kg)      | Hennadij Bilodid    | Giuseppe Maddaloni   | Daniel Fernandes Nikolai Belokosow       |
| Halbmittelgewicht (bis 81 kg)  | Aleksei Budõlin     | Lascha Pipia         | Iraklı Uznadze Oscar Fernández           |
| Mittelgewicht (bis 90 kg)      | Mark Huizinga       | Rasul Salimow        | Frédéric Demontfaucon Dmitri Budõlin     |
| Halbschwergewicht (bis 100 kg) | Ariel Zeevi         | Ghislain Lemaire     | Iveri Jikurauli Elco van der Geest       |
| Schwergewicht (über 100 kg)    | Tamerlan Tmenow     | Denis Braidotti      | Aleksi Dawitaschwili Selim Tataroğlu     |
| Offene Klasse                  | Alexander Michailin | Dennis van der Geest | Ramas Tschotschischwili Zoltán Csizmadia |

### Frauen
| Gewichtsklasse                 | Gold                | Silber               | Bronze                              |
| ------------------------------ | ------------------- | -------------------- | ----------------------------------- |
| Superleichtgewicht (bis 48 kg) | Frédérique Jossinet | Laura Moise-Moricz   | Ann Simons Giuseppina Macrì         |
| Halbleichtgewicht (bis 52 kg)  | Inge Clement        | Isabelle Schmutz     | Ioana Maria Aluaș Laëtitia Tignola  |
| Leichtgewicht (bis 57 kg)      | Isabel Fernández    | Deborah Gravenstijn  | Barbara Harel Cinzia Cavazzuti      |
| Halbmittelgewicht (bis 63 kg)  | Gella Vandecaveye   | Claudia Heill        | Radka Štusáková Ylenia Scapin       |
| Mittelgewicht (bis 70 kg)      | Ulla Werbrouck      | Cecilia Blanco       | Mariela Spacek Adriana Dadci        |
| Halbschwergewicht (bis 78 kg)  | Céline Lebrun       | Heidi Rakels         | Claudia Zwiers Michelle Rogers      |
| Schwergewicht (über 78 kg)     | Katja Gerber        | Tea Dongusaschwili   | Marie Elisabeth Veys Mara Kovačević |
| Offene Klasse                  | Sandra Köppen       | Anne-Sophie Mondière | Irina Rodina Karina Bryant          |

## Medaillenspiegel
| Rang | Land                   | Gold | Silber | Bronze | Gesamt |
| ---- | ---------------------- | ---- | ------ | ------ | ------ |
| 1    | Belgien                | 3    | 1      | 3      | 7      |
| 2    | Frankreich             | 2    | 3      | 5      | 10     |
| 3    | Russland               | 2    | 2      | 1      | 5      |
| 4    | Deutschland            | 2    | –      | –      | 2      |
| 4    | Ukraine                | 2    | –      | –      | 2      |
| 6    | Niederlande            | 1    | 2      | 2      | 5      |
| 7    | Spanien                | 1    | 1      | 1      | 3      |
| 8    | Aserbaidschan          | 1    | 1      | –      | 2      |
| 9    | Estland                | 1    | –      | 1      | 2      |
| 10   | Israel                 | 1    | –      | –      | 1      |
| 11   | Italien                | –    | 2      | 3      | 5      |
| 12   | Georgien               | –    | 1      | 4      | 5      |
| 13   | Österreich             | –    | 1      | 1      | 2      |
| 13   | Rumänien               | –    | 1      | 1      | 2      |
| 15   | Schweiz                | –    | 1      | –      | 1      |
| 16   | Türkei                 | –    | –      | 2      | 2      |
| 16   | Vereinigtes Königreich | –    | -      | 2      | 2      |
| 18   | Jugoslawien            | –    | -      | 1      | 1      |
| 18   | Moldau                 | –    | -      | 1      | 1      |
| 18   | Polen                  | –    | -      | 1      | 1      |
| 18   | Slowakei               | –    | -      | 1      | 1      |
| 18   | Tschechien             | –    | -      | 1      | 1      |
| 18   | Ungarn                 | –    | -      | 1      | 1      |
|      | Total                  | 16   | 16     | 32     | 64     |